# Milan Antolković
Milan Antolković (ur. 27 września 1915 w Zagrzebiu  – zm. 27 czerwca 2007 tamże) – chorwacki piłkarz grający na pozycji napastnika. W swojej karierze rozegrał 8 meczów i strzelił 1 gola w reprezentacji Jugosławii oraz rozegrał 10 meczów i strzelił 4 gole w reprezentacji Chorwacji.

## Kariera klubowa
Przez całą swoją karierę piłkarską Antolković związany był z klubem Građanski Zagrzeb. W 1931 roku awansował do pierwszego zespołu i w sezonie 1931/1932 zadebiutował w nim w jugosłowiańskiej pierwszej lidze. W sezonie 1936/1937 wywalczył z Građanskim swój pierwszy tytuł mistrza Jugosławii. W sezonie 1939/1940 ponownie został mistrzem Jugosławii. Od 1940 roku grał w barwach Građanskiego w rozgrywkach ligi chorwackiej. W sezonie 1941/1942 i w sezonie 1942/1943 wywalczył z nim dwa mistrzostwa Chorwacji. W 1944 roku zakończył karierę piłkarską. W barwach Građanskiego rozegrał 147 meczów i strzelił 71 goli.
| Sezon   | Klub              | Kraj       | Rozgrywki                   | Mecze | Gole |
| ------- | ----------------- | ---------- | --------------------------- | ----- | ---- |
| 1931/32 | Građanski Zagrzeb | Jugosławia | Prvenstvo Jugoslavije       | 1     | 0    |
| 1932/33 | Građanski Zagrzeb | Jugosławia | Prvenstvo Jugoslavije       | 3     | 2    |
| 1933/34 | Građanski Zagrzeb | Jugosławia | Prvenstvo Jugoslavije       | 0     | 0    |
| 1934/35 | Građanski Zagrzeb | Jugosławia | Prvenstvo Jugoslavije       | 18    | 7    |
| 1935/36 | Građanski Zagrzeb | Jugosławia | Prvenstvo Jugoslavije       | 11    | 7    |
| 1936/37 | Građanski Zagrzeb | Jugosławia | Prvenstvo Jugoslavije       | 12    | 7    |
| 1937/38 | Građanski Zagrzeb | Jugosławia | Prvenstvo Jugoslavije       | 17    | 10   |
| 1938/39 | Građanski Zagrzeb | Jugosławia | Prvenstvo Jugoslavije       | 20    | 8    |
| 1939/40 | Građanski Zagrzeb | Jugosławia | Prvenstvo Jugoslavije       | 22    | 8    |
| 1940/41 | Građanski Zagrzeb | Chorwacja  | Prvenstvo Banovine Hrvatske | 6     | 3    |
| 1941    | Građanski Zagrzeb | Chorwacja  | Prvenstvo NDH               | 6     | 6    |
| 1942    | Građanski Zagrzeb | Chorwacja  | Prvenstvo NDH               | 8     | 1    |
| 1943    | Građanski Zagrzeb | Chorwacja  | Prvenstvo NDH               | 18    | 9    |
| 1944    | Građanski Zagrzeb | Chorwacja  | Prvenstvo NDH               | 5     | 3    |

## Kariera reprezentacyjna
W reprezentacji Jugosławii Antolković zadebiutował 1 sierpnia 1937 roku w wygranym 3:1 towarzyskim meczu z Turcją, rozegranym w Belgradzie. Od 1937 do 1939 roku rozegrał w kadrze Jugosławii 8 meczów i strzelił 1 gola.
2 kwietnia 1940 Antolković zadebiutował w reprezentacji Chorwacji w wygranym 4:0 towarzyskim spotkaniu ze Szwajcarią, rozegranym w Zagrzebiu. W kadrze Chorwacji od 1940 do 1943 roku zagrał 10 razy i strzelił 4 bramki.

## Kariera trenerska
Po zakończeniu kariery piłkarskiej Antolković został trenerem. Czterokrotnie (1952–1953, 1957, 1959–1960 i 1961–1964) prowadził zespół Dinama Zagrzeb. W 1960 roku doprowadził go do zdobycia Pucharu Jugosławii. W 1963 roku awansował z Dinamem do finału Pucharu Miast Targowych, w którym Dinamo uległo 1:2 i 0:2 Valencii.
W latach 1965–1966 Antolković pełnił wraz z innymi trenerami funkcję selekcjonera reprezentacji Jugosławii. Pracował również w Austrii w SW Bregenz, w Niemczech w SC Tasmania 1900 Berlin oraz w rodzimym NK Osijek.